# MUTE (Informática)
La Red MUTE (MUTE Network o MUTE-Net) es una red de intercambio del tipo P2P y F2F desarrollada con la idea de anonimidad. El cliente MUTE es de código abierto bajo dominio público y es compatible con Linux, Mac OS X y Microsoft Windows
Jason Rohrer creó MUTE, usando un algoritmo basado en la forma en que las colonias de hormigas establecen sus caminos y rutas.

## Software compatible con la red MUTE
- Calypso[2] (construido a partir del código fuente de Kommute[3])
- Kommute (proyecto detenido en 2010, la última versión fue 0.24)
- NapShare[4] (detenido en 2005)